# فالوريل
فالوريل (بالفرنسية: Valoreille)‏ هي بلدية تقع في فرنسا في Canton of Saint-Hippolyte. يقدر عدد سكانها بـ 105 نسمة ومساحتها 7.58 كم2 .